# NGC 1807
NGC 1807 (другое обозначение — OCL 462) — рассеянное скопление в созвездии Тельца. Открыто Джоном Гершелем в 1832 году. Описание Дрейера: «скопление, довольно богатое тусклыми и яркими звёздами».
В 1963 году NGC 1807 было предложено считать частью единой системы с NGC 1817, NGC 2244 и NGC 2252. Дальнейшие исследования установили, что с вероятностью выше 0.7 к NGC 1807 относятся 14, а к NGC 1817 соответственно 416 звёзд. Скопление находится в непосредственной близости от NGC 1817, к 2004 году было исследовано около 8000 звёзд в этой области неба, и по результатам этого исследования было предложено считать скопление несуществующим, а отнести звёзды к NGC 1817.
Этот объект входит в число перечисленных в оригинальной редакции «Нового общего каталога».